# I Feel Pretty (Film)
I Feel Pretty ist eine US-amerikanische Filmkomödie von Abby Kohn und Marc Silverstein aus dem Jahr 2018. Amy Schumer ist in der Hauptrolle besetzt, Michelle Williams und Emily Ratajkowski in tragenden Rollen.
Der Film kam am 20. April 2018 in die amerikanischen und am 10. Mai 2018 in die deutschen Kinos.

## Handlung
Renee Bennett ist eine gewöhnliche junge Frau, die sehr unglücklich mit ihrem Aussehen ist. Nach einem Unfall, bei dem sie mit dem Kopf aufschlägt, glaubt sie selbst, dass sich ihr Aussehen auf wundersame Weise verändert hat und findet sich wunderschön. Mit diesem gesteigerten Selbstbewusstsein bekommt sie ihren Traumjob in der Modefirma, für die sie arbeitet, lernt einen Mann kennen und nimmt an einem Bikini-Wettbewerb teil. Ihre durch eine falsche Vorstellung von sich selbst bedingte Veränderung hat aber nicht nur Vorteile, ihre besten Freundinnen erkennen ihr Wesen nicht wieder und es kommt zu Streitigkeiten mit ihnen.
Als Renee nach einem erneuten Sturz wieder zu sich kommt, stellt sie mit Entsetzen fest, dass der Zauber der Veränderung, den nur sie wahrgenommen hatte, nicht mehr da ist und ihr Spiegelbild wieder ihr altes von ihr ungeliebtes Ich wiedergibt. Dennoch endet der Film in einem Happy End und mit der Botschaft, dass jeder seine Schönheit selbst in der Hand habe.

## Kritiken
Filmstarts.de zieht Parallelen zu dem 2001 gedrehten Film Schwer verliebt. Allerdings wird der Unfall, der zu einer veränderten Selbstwahrnehmung führt, als „arg billiger Kniff“ bezeichnet. Es wird bemängelt, dass die fehlende Betrachtung von Renees Umfeld den aufklärerischen Anspruch des Films verfehlt. Die Kritik kommt zum Schluss, dass die einzige Person, die ein Problem mit ihrer Figur hat, die Protagonistin selbst ist.
Die Zeit vergleicht den Film mit Bridget Jones und bezeichnet Renee als „Frau ohne Eigenschaften“. Obwohl von der „flauschigen Hollywoodkomödie“ keine „kohärente feministische Botschaft“ erwartet wird, ist es für die Kommentatorin ärgerlich, dass die Zielsetzung, Schönheitsnormen zu unterwandern, verfehlt und stattdessen verstärkt wird.
Spiegel Online sieht mehrere Denkfehler. Zum einen in der Tatsache, dass Renee nicht öfter angeschaut und angesprochen wird und dass die Botschaft nicht lautet „Jeder ist schön“. Dann wird die Besetzung der Hauptfigur kritisiert. Amy Schumers Talent als Komödiantin wird durchaus anerkannt, erscheint aber für das Magazin stellenweise albern. Zudem wird der Handlungsstrang kritisiert, in dem die Kosmetiklinie auf Initiative von Renee nur von Durchschnittsfrauen beworben wird und diese dafür gefeiert wird. Die hochpreisigen Produkte werden im Film nicht hinterfragt, da diese weiterhin von den „wirklich hübschen Frauen“ promotet werden.